# Friso Melzer
Friso Melzer (* 27. Februar 1907 in Aurich; † 4. Juni 1998 in Reichelsheim) war ein deutscher protestantischer Theologe und Philologe, der besonders durch seine Bemühungen um eine Evangelische Literaturwissenschaft und seine Berichte aus Indien Bekanntheit erlangte.

## Leben
Melzer kam im ostfriesischen Aurich zur Welt. Er studierte evangelische Theologie und wurde von der Evangelisch-Theologischen Fakultät der Universität Breslau mit einer Dissertation über Johann Georg Zimmermann zum Dr. theol. promoviert. Er reiste 1935 nach Indien, wo er bis 1940 als Missionar tätig war. Nach seiner Rückkehr nach Deutschland wirkte er als Pfarrer in Adelberg, als Oberstudienrat im Schuldienst u. a. in Geislingen an der Steige und am Schlossgymnasium Künzelsau und als Dozent in der Lehrerausbildung in Baden-Württemberg.

## Wirken
Schwerpunkt seines Schaffens bildeten die Verschränkung von Theologie und Germanistik (Entwurf einer „Evangelischen Literaturwissenschaft“) und der Versuch, den deutschen Sprachschatz christlicher Prägung in theo-philologischen Wörterbüchern zu erfassen. Zudem war er einer der ersten evangelischen Geistlichen, der von der alten Kirche und von indischen Christen lernte, Wege zur Stille, zum Schweigen und zum Hören auf Gott neu zu erschließen. Er regte zu Atemübungen an und zum lauten Lesen der Bibel, um das Reden Gottes kraftvoller aufzunehmen. Seine Überzeugung war, dass nur wer schweigen könne und betroffen sei, auch etwas zu sagen habe. Durch die Übersetzung und Veröffentlichung der Schriften des indischen Christen und Wandermönch Sadhu Sundar Singh machte er diesen im deutschen Sprachraum bekannt.

## Bibliografie (Auswahl)
- J. G. Zimmermanns „Einsamkeit“ in ihrer Stellung im Geistesleben des ausgehenden 18. Jahrhunderts. Hochschul-Verlag, Breslau 1930.
- Lebendes Dogma. Agentur des Rauhen Hauses, Hamburg 1932.
- Kirche und Literatur. Geschichte der evangelischen Literaturkritik. Bertelsmann, Gütersloh 1933.
- Die Stimme der Mission. Beiträge zu einer künftigen Geschichte der Missions-Literatur. Evangelischer Missionsverlag, Stuttgart und Basel 1935.
- Prayer in the Name of Jesus Christ. Calicut 1936.
- Unsere Sprache im Lichte der Christus-Offenbarung. Mohr, Tübingen 1946 (2., neubearbeitete Auflage 1952).
- Blätter der Besinnung. Schriftenmissions-Verlag, Gladbeck 1948.
- Theologische Begegnung mit Indien. Bertelsmann, Gütersloh 1948.
- Indische Weisheit und christliche Erkenntnis. Otto Reichl Verlag, Tübingen 1948.
- Christus und die indischen Erlösungswege. Otto Reichl Verlag, Tübingen 1949.
- Wo ist Wahrheit? 25 Briefe für Suchende. Verlag Ernst Kaufmann, Lahr 1949.
- Der christliche Wortschatz der deutschen Sprache. Eine evangelische Darstellung. Verlag Ernst Kaufmann, Lahr 1951.
- Sadhu Sundar Singh. Der indische Gotteszeuge. Evangelischer Missionsverlag, Stuttgart 1953 (12. Auflage 1993).
- Im Lande des Lotus. Evangelischer Missionsverlag, Stuttgart 1954.
- Das Wort in den Wörtern. Die deutsche Sprache im Dienste der Christus-Nachfolge. Ein theo-philologisches Wörterbuch. Mohr, Tübingen 1965.
- Innerung, Stufen und Wege der Meditation, Grundlegung und Übung. Johannes Stauda Verlag, Kassel 1968.
- Evangelische Verkündigung und deutsche Sprache. Ausgewählte Vorträge und Aufsätze. Mohr, Tübingen 1970.
- Versenkung oder Begegnung. Der Gegensatz zwischen christlicher und nichtchristlich-asiatischer Meditation. Eine Entscheidungshilfe. Evangelischer Missionsverlag, Stuttgart 1987.
- Die Sprache der Rose. Zeugnisse und Studien aus fünfzig Jahren. Herausgeber von Horst-Klaus Hofmann. Brunnen Verlag, Gießen 1992.